# 1864
| 1864                                                  |
| ----------------------------------------------------- |
| Dødsfald - Fødsler                                    |
| • Begivenheder • Litteratur • Musik • Politik • Sport |

| Gregoriansk kalender | 1864 MDCCCLXIV          |
| Ab urbe condita      | 2617                    |
| Armensk kalender     | 1313 ԹՎ ՌՅԺԳ            |
| Kinesiske kalender   | 4560 – 4561 癸亥 – 甲子 |
| Etiopisk kalender    | 1856 – 1857             |
| Jødisk kalender      | 5624 – 5625             |
| Hindukalendere       |                         |
| - Vikram Samvat      | 1919 – 1920             |
| - Shaka Samvat       | 1786 – 1787             |
| - Kali Yuga          | 4965 – 4966             |
| Iransk kalender      | 1242 – 1243             |
| Islamisk kalender    | 1281 – 1282             |

1864 var et skudår. 1. januar dette år var en fredag i den gregorianske kalender, og en onsdag i den julianske kalender (med andre ord: 12. januar 1864 gammel stil svarede til 1. januar ny stil).
Året huskes nok især for en række konflikter: I Nordamerika var den amerikanske borgerkrig vendt til Nordstaternes fordel og i Kina var Taipingoprøret ved ende. Nordeuropa prægedes af uenighederne om hertugdømmet Slesvig, der blev til den 2. Slesvigske Krig, mens stridighederne i Sydamerika om guanoen fra Chincha-øerne førte til Chincha-krigen.
Stilhistorisk er 1864 i Europa på kanten mellem realismen og impressionismen - i Danmark var realismen dog først på vej ind. Arkitektonisk er historicismen dominerende.
Konge i Danmark: Christian 9. 1863-1906

## Begivenheder

### Januar
- 16. januar – Preussen og Østrig stiller Danmark et ultimatum om ophævelse af novemberforfatningen og militær rømning af Slesvig
- 24. januar - Generalløjtnant Christian de Meza får instruks fra Krigsministeriet om, at det er vigtigere at redde hæren end at forsvare Dannevirke. Hæren skal være dygtig og slagfærdig til foråret. De Meza ligger i hovedkvarter i Dannevirke
- 31. januar - Preussen og Østrig meddeler de neutrale stormagter, at de nu skrider til handling overfor Danmark, der stadig nægter at trække Novemberforfatningen tilbage. Samme nat går preussiske og østrigske tropper over Ejderen og ind i Slesvig

### Februar
- 1. februar - Krigen i 1864, eller 2. Slesvigske Krig starter. Østrigske og preussiske tropper går med 57.000 mand over Ejderen – og dermed er krigen mod Danmark startet
- 2. februar - Slaget ved Mysunde syd for Slien i 2. slesvigske krig
- 5. februar – Tilbagetrækningen fra Dannevirke
- 6. februar - Slaget ved Sankelmark
- 29. februar - Slaget ved Vorbasse[1]

### Marts
- 14. marts-19. juli – Tredje slag om Nanking er den sidste større træfning under Taipingoprøret
- 15. marts - efter nogle ugers stillingskrig begyndte den preussiske hær at beskyde Dybbøl-skanserne under 1864-krigen. Beskydningen fortsatte de følgende dage med store danske tab til følge
- 28. marts - den preussiske hær genoptager beskydningen af de danske forposter på Dybbøl. Det lykkes dog danskerne at slå angriberne tilbage, men ikke uden tab. 56 døde, 101 sårede, 39 fangne og 22 savnede lyder den danske tabsliste på, mens preusserne har 25 døde og 135 sårede

### April
- 2. april - Sønderborg bliver udsat for bombardement
- 10. april - Maximilian 1. bliver kejser af Mexico.
- 14. april - Spanien tager Chincha-øerne ved Peru, hvad der indleder Chincha-krigen.
- 18. april – Stormen på Dybbøl
- 20. april - Fredskonferencen i London starter officielt, men 1. møde udsættes til 25. april
- 29. april - Slaget om Gate Pa (Pukehinahina): I New Zealand krigene lider de britiske tropper deres værste nederlag

### Maj
- 5. maj-7. maj – Slaget i Vildmarken ("Battle of The Wilderness") i den Amerikanske Borgerkrig, ender med nordstaternes sejr.
- 9. maj – Søtræfningen ved Helgoland
- 12. maj - der sluttes våbenstilstand i 2. Slesvigske Krig, medens man afventer resultaterne af London-konferencen, som er åbnet i april
- 28. maj – Ioniske Øer overdrages til Grækenland og Ioniske Øers Forenede Stater ophører
- 29. maj - den habsburgske ærkehertug Maximilian ankommer til Mexico for at tiltræde som landets kejser

### Juni
- 2. juni (21. maj gammel stil) – Ruslands erobring af Kaukasus afsluttes officielt ved et dekret fra Alexander 2.
- 15. juni - Arlington Militærkirkegård etableres i nærheden af Washington D.C.
- 25. juni - Fredskonferencen i London afbrydes uden resultat.
- 29. juni - Slaget om Als afgør med det danske nederlag endeligt 2. slesvigske krig militært

### Juli
- 8. juli – Danmark: Regeringen Monrad afløses af regeringen Bluhme.
- 15. juli – Arlington-kirkegården ved Washington D.C. tages i brug som militær kirkegård

### August
- 22. august – International Røde Kors bliver grundlagt i Geneve, Schweiz, og den første Genevekonvention undertegnes

### September
- Calcutta efter cyklonen d. 5. oktober 186428. september – Franske og engelske arbejdere stifter den Internationale Arbejdersammenslutning, senere kaldt 1. Internationale

### Oktober
- 5. oktober - Calcutta ødelægges næsten fuldstændig af en cyklon, og 60.000 mennesker omkommer
- 28. oktober - Peder Skram søsættes fra Holmen i København
- 30. oktober – Fredsaftale indgået i Wien mellem Danmark, Preussen og Østrig hvor Danmark afstod hertugdømmerne Slesvig, Holstein og Lauenburg[2]
- 31. oktober – Nevada bliver optaget som USA's 36. stat

### November
- 8. november – Abraham Lincoln genvælges som USA's præsident
- 29. november – Sand Creek-massakren på cheyenne- og arapaho-indianere gennemføres af en mob civile fra navnlig Denver

### December
- 16. december - i slaget ved Nashville, et af den amerikanske borgerkrigs mest blodige, gør nordstatsgeneralen Thimas ende på sydstaternes magt vest for Alleghany bjergene
- 23. december – Første nummer af Dagens Nyheter udkommer. Avisen distribueres med tog og har stor gavn af at Södra stambanan samme år er færdigbygget.

## Født
- 13. januar - Wilhelm Wien, tysk fysiker og nobelprismodtager (død 1928).
- 14. januar - Marie Lassen, dansk redaktør, bladudgiver og politiker (død 1921).
- 5. februar - Carl Teike, tysk komponist af blandt andet marchen Alte Kameraden (død 1922).
- 15. marts - Anker Kyster, dansk bogbinder (død 1939).
- Vilhelm Hammershøi, selvportræt23. marts - Louis Glass, dansk komponist og dirigent (død 1936).
- 19. april – Elisabeth Dons, dansk mezzosopran (død 1942).
- 21. april – Max Weber, tysk sociolog (død 1920).
- 15. maj – Vilhelm Hammershøi, dansk maler (død 1916).
- 7. juni - Knud Berlin, dansk jurist (død 1954).
- 11. juni - Richard Strauss, tysk komponist (død 1949).
- 13. juni - Rudolf Kjellén, svensk politiker (død 1922).
- 14. juni - Alois Alzheimer, tysk neurolog (død 1915).
- 14. juni - N.V. Ussing, dansk mineralog og geolog (død 1911).
- 20. juni - Karen Volf, dansk konditor (død 1946).
- 24. juni - J.O. Bøving-Petersen, dansk zoolog (død 1937).
- 25. juni - Walther Hermann Nernst, tysk fysiker og nobelprismodtager (død 1941).
- 3. juli - Axel Olrik, dansk folkemindeforsker og litteraturhistoriker (død 1917).
- 9. juli - Niels Larsen Stevns, dansk maler (død 1941).
- 12. juli – Carl Brummer, dansk arkitekt (død 1953).
- 20. juli – Erik Axel Karlfeldt, svensk digter og (posthum) nobelprismodtager (død 1931).
- 26. juli - Carl Ottosen, dansk overlæge og sanatoriegrundlægger (død 1942).
- 7. august - Anders Bundgaard, dansk billedhugger (død 1937).
- 17. august - Harald Slott-Møller, dansk maler (død 1937).
- 23. august - Eleftherios Venizelos, græsk politisk leder (død 1936).
- 27. august – Súsanna Helena Patursson, færøsk forfatter og landets første feminist (død 1916).
- 1. september – Roger Casement, engelsk diplomat, irsk revolutionær (død 1916) - henrettet.
- 6. oktober - Harald Ostenfeld, dansk biskop (død 1934).
- 16. oktober - Vilhelm Andersen, dansk litteraturhistoriker (død 1953).
- 30. oktober – Theodor Wiegand, tysk arkæolog (død 1936).
- 31. oktober – Einar Benediktsson, islandsk digter (død 1940).
- 11. november – Alfred Hermann Fried, østrigsk pacifist og nobelprismodtager (død 1921).
- 15. november – Sophus Falck, dansk fabrikant og stifter af Falck (død 1926).
- 24. november – Henri de Toulouse-Lautrec, fransk maler (død 1901).
- 2. december - Franz Šedivý, tjekkisk/dansk tegner (død 1945).
- 3. december – Ludvig Holstein, dansk digter (død 1943).
- 22. december - Søren Lemche, dansk arkitekt (død 1955).
- 31. december – Robert Grant Aitken, amerikansk astronom, som specialiserer sig i dobbeltstjerner, hvoraf han opdager mere end 3.000. (død 1951).

## Dødsfald
- 13. januar - Stephen Foster, amerikansk forfatter og komponist (født 1826).
- 15. februar – Adam Wilhelm Moltke, tidl. dansk regeringschef (født 1785).
- 10. marts - Maximilian 2., konge af Bayern (født 1811).
- 28. marts – Louise Charlotte af Danmark, dansk prinsesse (født 1789).
- 4. maj - Johan Anton Frederik Hoffmann, dansk officer (født 1818)
- 11. maj - Laurids Skau, dansk politiker (født 1817).
- 19. maj – Nathaniel Hawthorne, amerikansk forfatter (født 1804).
- 22. maj – Benjamin Wegner, norsk industrialist (født 1795).
- 7. juni - P.D. Bruun, dansk politiker, jurist og landstingsformand (født 1796).
- 7. september - G.F. Hetsch, tysk/dansk arkitekt og professor (født 1788).
- 20. oktober - Carl Christian Rafn, dansk oldforsker og professor (født 1795).
- 31. oktober - P.T. Hald, dansk politiker og præst (født 1802).
- 3. november - Juan Chassaing, argentinsk forfatter (født 1839).

## Sport
- 18. februar − Oslo Skøiteklub stiftes.
- 19. marts – Universitetet i Oxford vinder universitetsroingen mod Universitetet i Cambridge.
- KAA Gent stiftes.
- Den danske skakspiller Andreas Rosendahl fødes (død 1909).

## Musik
- Fritz Andersens tekst til I skovens dybe, stille ro skrevet omkring 1864.

## Bøger
- Kogebog for Soldaten i Felten – Anne Marie Mangor (Madam Mangor)
- Optegnelser fra et kælderdyb – roman af Fjodor Dostojevskij

## 1864 i fiktion
- 1864 - en dansk tv-serie om 2. Slesvigske Krig, der dog ikke er fuldstændig historisk korrekt[3].